# 小林洋司 (厚生労働官僚)
小林 洋司（こばやし ようじ、1961年〈昭和36年〉5月10日 - ）は、日本の労働・厚生労働官僚。

## 来歴
長野県出身。長野県屋代高等学校を経て、1986年（昭和61年）3月、一橋大学法学部を卒業。
1985年（昭和60年）10月、 国家公務員採用1種試験（法律）に合格し、翌年4月、労働省に入省。職業安定局高齢者対策部企画課に配属。
職業安定局外国人雇用対策課課長補佐、同局雇用保険課課長補佐、同局雇用政策課課長補佐、同局総務課課長補佐、厚生労働省大臣官房総務課国会連絡室長、職業能力開発局能力評価課長、労働基準局勤労者生活部企画課長、同局労災補償部労災管理課長、職業安定局総務課長、厚生労働省大臣官房総務課長、厚生労働省大臣官房審議官（職業安定担当）などを歴任。福岡県、内閣官房などに出向し、福岡県労働部職業安定課長、内閣官房内閣参事官、経済産業省大臣官房審議官（雇用・人材担当）などを務め、働き方改革などの推進役を担った。
2018年（平成30年）7月31日、厚生労働省雇用環境・均等局長に就任。
2019年（令和元年）7月9日、厚生労働省職業安定局長に就任。職業安定局長在任時に赤坂御所で天皇、皇后と面会し、感染症が雇用に与える影響などについて説明した。
2020年（令和2年）8月7日、人材開発統括官に就任。
2022年（令和4年）6月28日、厚生労働審議官に就任。
2023年（令和5年）7月4日、辞職。

## 年譜
- 1985年（昭和60年）10月 - 国家公務員採用1種試験（法律）に合格[1]。
- 1986年（昭和61年）
  - 3月 - 一橋大学法学部を卒業[1]。
  - 4月 - 労働省に入省し、職業安定局高齢者対策部企画課に配属[1]。
- 1987年（昭和62年）4月 - 労働省大阪労働基準局監督課[1]
- 1988年（昭和63年）4月 - 労働省大臣官房総務課[1]
- 1990年（平成2年）7月 - 労働省職業能力開発局能力開発課[1]
- 1992年（平成4年）8月 - 労働省労働基準局監督課[1]
- 1993年（平成5年）6月 - 労働省大臣官房総務課[1]
- 1994年（平成6年）7月 - 労働省職業安定局外国人雇用対策課長補佐[1]
- 1995年（平成7年）4月 - 福岡県労働部職業安定課長[1]
- 1997年（平成9年）5月 - 労働省職業安定局雇用保険課長補佐[1]
- 2000年（平成12年）7月 - 労働省職業安定局雇用政策課長補佐[1]
- 2001年（平成13年）1月 - 厚生労働省職業安定局総務課課長補佐[1]
- 2002年（平成14年）8月 - 厚生労働省大臣官房総務課国会連絡室長[1]
- 2005年（平成17年）8月 - 厚生労働省職業能力開発局能力評価課長[1]
- 2008年（平成20年）7月 - 厚生労働省労働基準局勤労者生活部企画課長[1]
- 2009年（平成21年）7月 - 厚生労働省労働基準局労災補償部労災管理課長[1]
- 2010年（平成22年）8月 - 内閣官房内閣参事官（内閣官房副長官補付）[1]
- 2011年（平成23年）
  - 3月 -（兼）内閣官房震災ボランティア連携室参事官[1]
  - 4月 -（兼）内閣官房社会的包摂推進室参事官[1]
  - 10月 -（兼）内閣官房放射性物質汚染対策室参事官[1]
- 2012年（平成24年）8月 - 厚生労働省職業安定局総務課長[1]
- 2014年（平成26年）7月 - 厚生労働省大臣官房総務課長[1]
- 2015年（平成27年）
  - 10月 - 経済産業省大臣官房審議官（雇用・人材担当）[1]
  - 10月 -（併）製造産業局付[1]
- 2016年（平成28年）
  - 9月 - 厚生労働省大臣官房付[1]
  - 9月 -（併）内閣官房内閣審議官（内閣官房副長官補付）[1]
  - 9月 -（命）内閣官房働き方改革実現推進室次長[1]
- 2017年（平成29年）
  - 4月 -（命）内閣官房一億総活躍推進室次長[1]
  - 7月 - 厚生労働省大臣官房審議官（職業安定担担当）[1]
- 2018年（平成30年）7月 - 厚生労働省雇用環境・均等局長[6]
- 2019年（令和元年）7月 - 厚生労働省職業安定局長[5]
- 2020年（令和2年）8月 - 人材開発統括官[4]
- 2022年（令和4年）6月 - 厚生労働審議官[2]
- 2023年（令和5年）7月 - 辞職[3]